# جزیره روزولت
جزیره روزولت (انگلیسی: Roosevelt Island) جزیره باریکی در رودخانه ایست جزیره در نیویورک است. این جزیره بین منهتن در غرب خود و کویینز در لانگ آیلند در شرق خود قرار دارد و بخشی از بخش‌های شهر نیویورک منهتن است. این جزیره به‌طور معادل از خیابان ۴۶ام تا ۸۵ام منهتن امتداد دارد، در حدود ۲ مایل (۳٫۲ کیلومتر) طول و حداکثر، ۸۰۰ فوت (۲۴۰ متر) عرض دارد، و مساحت کل آن ۱۴۷ جریب فرنگی (۰٫۵۹ کیلومتر مربع) است.